# Pol. Viribus Unitis
Polisportiva Viribus Unitis là một câu lạc bộ bóng đá Ý đến từ Somma Vesuviana, Campania.

## Lịch sử
Câu lạc bộ được thành lập vào năm 1917 tại Somma Vesuviana (nằm trong tỉnh Naples), phía bắc núi Vesuvius). Câu lạc bộ đã được liên kết vào năm 1919 và lấy tên từ con tàu SMS Viribus Unitis với Riccardo Angrisani làm chủ tịch đầu tiên. Những người sáng lập của câu lạc bộ là: 
|  | - Emilio Rossi - Michele Pellegrino - Michele De Lucia - Michele Sepe - Gaetano Russo - Raffaele De Martino |  | - Francesco Parisi - Pasquale Castaldo - Ugo De Falco - Guido Perillo - Felice Mosca - Giuseppe D'Avino |  | - Zaccaria Miele - Antonio Capasso - Arturo Rianna - Fiore D'Avino - Pasquale Cerciello |

 Các ủy viên của Virbus là Vincenzo Bianco và Gioacchino Mosca. Vào thời điểm đó, câu lạc bộ là một tổ chức thể thao đa năng: cũng như chơi bóng đá, đội đã thi đấu đua xe đạp, chạy marathon và điền kinh nói chung.
Năm 1989, Viribus được sáp nhập với Polisportiva Somma.
Trong mùa 2011-12, đội đã xuống hạng Eccellenza.

## Màu sắc và huy hiệu
Màu sắc của nó là đỏ và xanh.

## Danh dự
- Eccellenza Campania
  - Vô địch: 1997-98-
- Promozione
  - Vô địch: 1996-97